# Prospero Caffarelli
Prospero Caffarelli (ur. w 1592 ablbo 1593 w Rzymie, zm. 14 sierpnia 1659 tamże) – włoski kardynał.

## Życiorys
Urodził się w 1592 albo 1593 roku w Rzymie, jako syn Alessandra (albo Curzia) Caffarelliego i Pantasilei (Panty) Astalli. W młodości został kanonikiem bazyliki watykańskiej i klerykiem, a następnie audytorem generalnym Kamery Apostolskiej. 2 marca 1654 roku został kreowany kardynałem prezbiterem i otrzymał kościół tytularny San Callisto. Zmarł 14 sierpnia 1659 roku w Rzymie.